# Antistreptus
Antistreptus is een geslacht van weekdieren uit de klasse van de Gastropoda (slakken).

## Soorten
- Antistreptus contrarius (Thiele, 1912)
- Antistreptus magellanicus Dall, 1902
- Antistreptus perversus (Powell, 1951)
- Antistreptus reversus (Powell, 1958)
- Antistreptus rolani De Castellanos, 1986